# Marche Tartare
Marche Tartare in a mineur is een compositie uit 1912 van Alf Hurum. Het werk bestaat los, maar wordt soms abusievelijk vermeld onder diens opus 5 Akvareller. De eerste uitvoering van Marche Tartare vond plaats tijdens een Folkekonsert (volksconcert) georganiseerd in het Nationaltheatret op 13 april 1913. Er werden geen uitvoerenden genoemd. Het is daarbij mogelijk dat een georkestreerde versie werd gespeeld. Hurum gaf het werk in eigen beheer uit.